# Jailhouse Rock – Rhythmus hinter Gittern

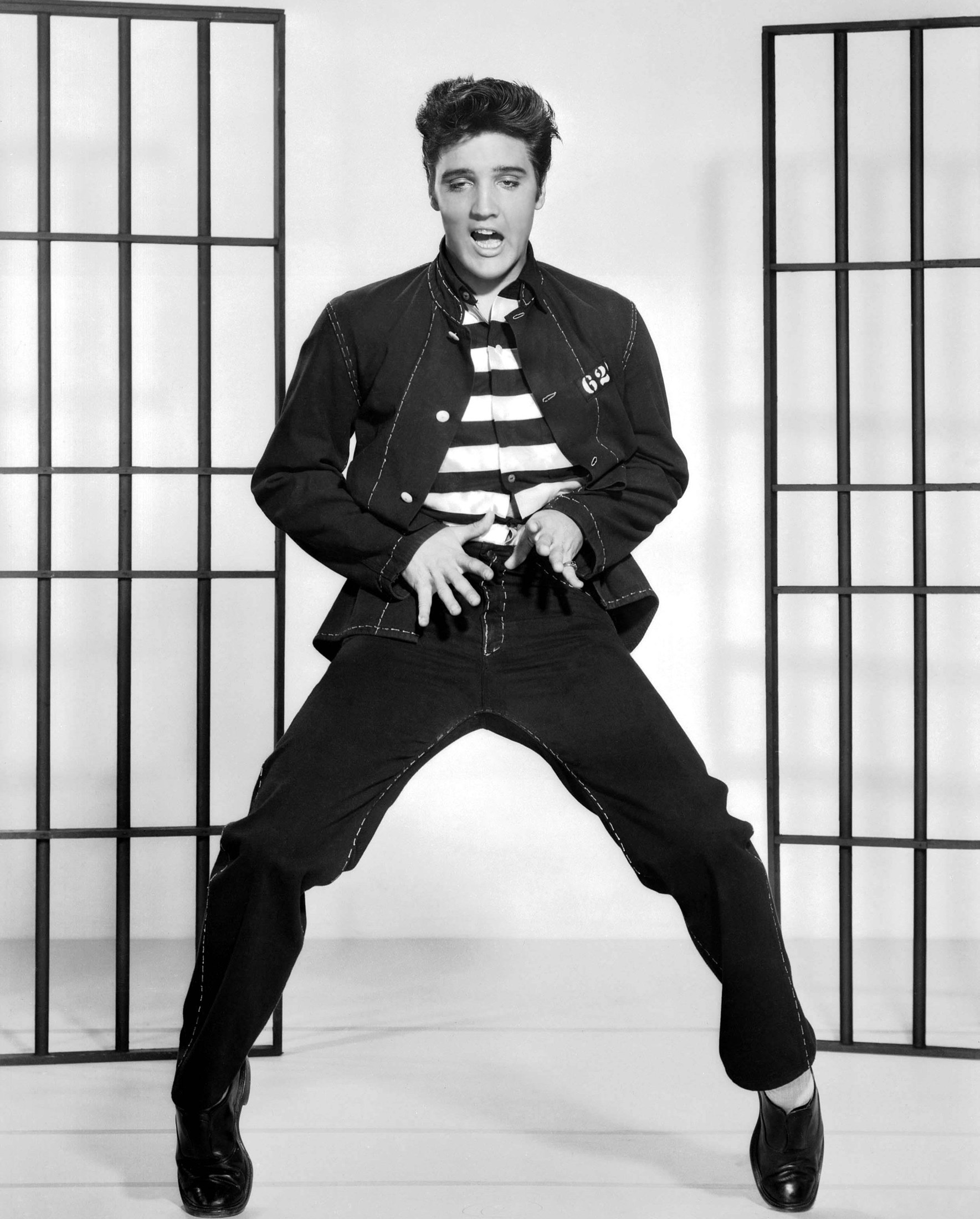
Promophoto für Jailhouse Rock

Jailhouse Rock – Rhythmus hinter Gittern ist ein Film aus dem Jahre 1957 mit Elvis Presley in der Hauptrolle, der parallel zu dessen gleichnamigem Nummer-1-Hit Jailhouse Rock in die Kinos kam. 2004 wurde er ins National Film Registry der Library of Congress aufgenommen.
Als Nebendarsteller treten unter anderem Judy Tyler, Dean Jones, Jennifer Holden und Mickey Shaughnessy auf. Regie führte Richard Thorpe. Der Soundtrack des Films enthält die Lieder Jailhouse Rock, Treat Me Nice, Young and Beautiful, I Want to Be Free, Don’t Leave Me Now und Baby, I Don’t Care.

## Handlung
In einer Bar wird der temperamentvolle Vince Everett von einem Fremden in eine Prügelei hineingezogen. Er schlägt einmal zu oft zu, der Fremde stirbt. Deshalb wird er wegen Fahrlässiger Tötung zu 14 Monaten Gefängnis verurteilt. Im Gefängnismilieu entwickelt er sich zu einem gefühlskalten Zyniker. Sein Zellengenosse, der Countrysänger Hunk Houghton, erkennt nach einer Gefängnis-Show, die vom Fernsehen übertragen wird, dass Vince ein Gesangstalent ist, und nimmt ihn unter Vertrag.
Nach Vince’ Freilassung lernt dieser Peggy, die junge Werbeassistentin einer Plattenfirma, kennen. Beide gründen eine eigene Plattenfirma. Unter Peggys Regie wird Vince ein Star. Doch wegen seiner arroganten Art merkt er nicht, dass Peggy in ihm mehr als nur einen Geschäftspartner sieht – sie liebt ihn.
Vince arbeitet nun ebenfalls mit seinem alten Gefängniskumpel Hunk nach dessen Entlassung. Er behandelt Hunk aber so erniedrigend, dass dieser Vince eines Tages im Zorn niederschlägt und lebensgefährlich am Kehlkopf verletzt. Dies stellt seine weitere Karriere in Frage. Letztlich erweist sich die Verletzung jedoch als ungefährlich, und Vince gelingt mit Peggys Hilfe ein neuer Start. Er wird erneut zum gefeierten Rock-’n’-Roll-Star.

## Zusatzinformationen
- Die Dreharbeiten begannen am 13. Mai 1957 in den MGM Studios in Culver City und dauerten bis zum 14. Juni 1957. Die Premiere fand am 17. Oktober 1957 in Memphis statt. In allen anderen US-amerikanischen Kinos lief der Film am 8. November 1957 an.
- Die Darstellerin Judy Tyler starb knapp drei Wochen nach dem Ende der Dreharbeiten bei einem Verkehrsunfall. Sie war erst 24 Jahre alt.
- Elvis Presley erhielt 250.000 Dollar Gage und 50 % der Einnahmen.
- Hunk Houghton heißt in der deutschen Fassung Harry Houser.
- Der Film kam am 5. April 1958 in die deutschen Kinos.

## Kritiken
„Geldgier, Gefühllosigkeit und dumme Triebhaftigkeit obsiegen. Ein perfektes Wunschbild verkommener Jugend, vom Besuch wird abgeraten.“

„Die billige Produktion – mit einem Drehbuch, das nicht weniger als 30 Songs ermöglichte – gehörte in den USA zu den zehn erfolgreichsten Kinofilmen des Jahres 1957.“